# Droga krajowa nr 6 (Węgry)
Droga krajowa nr 6 (węg. 6-ös főút) – droga krajowa na Węgrzech. Łączy Węgry z Chorwacją-Slawonią (Budapeszt z Zagrzebiem). Częściowo zdublowana przez autostradę M6. Długość trasy wynosi 262 km.

## Miejscowości leżące przy trasie
- Budapeszt – skrzyżowanie z M0
- Érd – skrzyżowanie z M6, wspólny odcinek z 7
- Százhalombatta
- Ercsi
- Adony
- Dunaújváros (obwodnica) – skrzyżowanie z M8 i z 62
- Dunaföldvár – skrzyżowanie z 61 i 52
- Paks
- Szekszárd – skrzyżowanie z 63, M9, 56 i 65
- Bonyhád
- Peczvárad
- Pecz – skrzyżowanie z 66, 58 i 57
- Szentlőrinc
- Szigetvár – skrzyżowanie z 67
- Barcs – skrzyżowanie z 68
- przejście graniczne Barcs – Terezino Polje – połączenie z chorwacką drogą nr 5